# Charles Carroll le Colon
Pour les articles homonymes, voir Charles Carroll et Carroll.
Charles Carroll, parfois appelé Charles Carroll le Colon, né en 1661, mort en 1720, est un riche avocat et planteur de la colonie du Maryland. Carroll, catholique, est plus connu pour ses efforts dans la lutte contre le racisme : les catholiques n'ayant pas le droit de tenir un poste officiel ou de voter dans la colonie.

## Biographie
Charles est le second fils de Daniel Carroll d'Aghagurty et de Littemourna (1629-88), un catholique irlandais dont la famille a perdu beaucoup de leurs terres et richesses durant la Première Révolution anglaise, et de Dorotthy Kennedy O'Neill (1632?-1664?). Son lieu de naissance exact est inconnu, bien qu'il serait probable qu'il soit né près de la petite ville d'Aghagurty. Une partie de la propriété familiale située près de ladite ville a été racheté par un ami, Richard Grace, qui la loue principalement à Daniel. Cela a permis à la famille de vivre correctement, mais en dessous de leur ancien niveau de vie. Il est probable que Charles Carroll ait été en partie éduqué par Grace, qui n'avait pas de fils et plus d'argent à consacrer à son éducation. Grâce au soutien de Grace, Carrol put étudier en France, à Lille et à l'université de Douai où il est diplômé en droit civil et droit canon. Il poursuit ses études à Londres où il devient membre du barreau.
Carroll reçoit un ordre de mission de Charles Calvert, personnalité catholique influente du Maryland, et arrive dans la colonie en octobre 1688.
Il est le grand-père de Charles Carroll de Carrollton, délégué du Maryland, signataire de la Déclaration d'Indépendance des États-Unis d'Amérique. 